# Puivert
Puivert, en occitan Puègverd, là một xã của Pháp, nằm ở tỉnh Aude trong vùng Occitanie. Người dân địa phương trong tiếng Pháp gọi là Puivertains.

## Hành chính
| Danh sách các xã trưởng                |           |               |      |         |
| Giai đoạn                              | Giai đoạn | Tên           | Đảng | Tư cách |
| tháng 3 năm 2001                       |           | Gaston Bauzou |      |         |
| Tất cả các dữ liệu trước đây không rõ. |           |               |      |         |

## Thông tin nhân khẩu

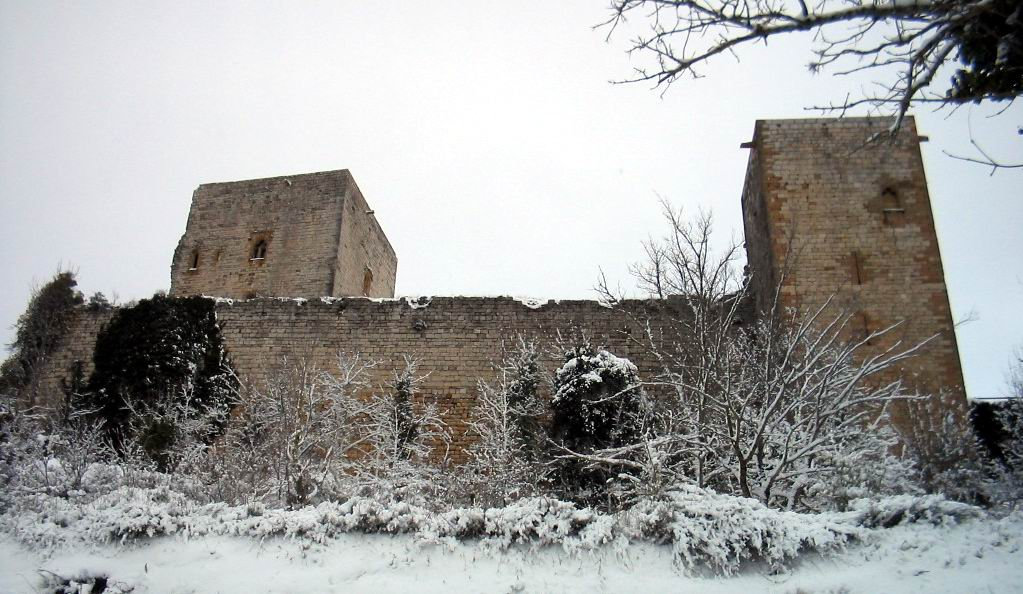
Lâu đài Puivert

| Năm | 1962 | 1968 | 1975 | 1982 | 1990 | 1999 |
| --- | ---- | ---- | ---- | ---- | ---- | ---- |
| Dân số | 645  | 683  | 551  | 552  | 467  | 410  |
| From the year 1962 on: No double counting—residents of multiple communes (e.g. students and military personnel) are counted only once. |      |      |      |      |      |      |